# Змудка
Змудка — річка в Україні, у Шосткинському районі Сумської області. Ліва притока Бичихи (басейн Дніпра).

## Опис
Довжина річки приблизно 5,5 км.

## Розташування
Бере початок на південно-західній околиці села Майське. Спочатку тече на північний схід через Феофілівку (колишнє Тофілівка), а потім на північний захіж і впадає у річку Бичиху, ліву притоку Свиги.
Притоки: Бугровиця (права).